# Groupe L'Avenir
Pour les articles homonymes, voir Groupe et L'Avenir.
Le Groupe L’Avenir est un groupe de presse de la République démocratique du Congo.
En 2006, son Président Directeur général est Pius Mwabilu Mbayu. Le groupe possède aussi des compagnies de fret.
Plusieurs compagnies font partie du groupe :
- Médias :
  - L'Avenir, journal quotidien (papier)
  - L'Avenir, version électronique
  - Le Collimateur, journal hebdomadaire
  - Rtg@ imprimerie
  - Radio Télévision Groupe Avenir (RTG@)
- Fret :
  - Rtg@ fret et Rtg@ Fret South Africa